# Tom Liebscher
Tom Liebscher (Dresden, 3 de agosto de 1993) é um canoísta de velocidade alemão.

## Carreira
Liebscher disputou os Jogos Olímpicos de 2016, onde ganhou a medalha de ouro na prova do K-4 1000 m.
Na edição seguinte, conquistou o título na K-4 quinhentos metros ao lado de Max Lemke, Ronald Rauhe e Max Rendschmidt.